# سیارک ۴۴۹۸
سیارک ۴۴۹۸ (به انگلیسی: 4498 Shinkoyama، نامگذاری:1989AG1) چهار هزار و چهارصد و نود و هشتمین سیارک کشف شده‌است که در ۵ ژانویه ۱۹۸۹ کشف شد.
قدر مطلق سیارک برابر ۱۱٫۱۰ است.